# Megalagrion oresitrophum
Megalagrion oresitrophum – gatunek ważki z rodziny łątkowatych (Coenagrionidae). Jest endemitem hawajskiej wyspy Kauaʻi.